# نزيل الظلام
نزيل الظلام (باليابانية: 闇の末裔، بالروماجي: Yami no Matsuei) (بالإنجليزية: Descendants of Darkness)‏ هي سلسلة مانغا يابانية من تأليف يوكو ماتسوشيتا، نشرت من قبل هاكسينشا في مجلة هانا تو يومي، منذ 20 يونيو 1996. أنتجت إلى أنمي تلفزيوني من قبل استوديو جاي سي ستاف، عرض الأنمي في 2 أكتوبر عام 2000 واستمر عرضه في 18 ديسمبر عام 2000، وتكون من 13 حلقة.

## القصة
تدور أحداث القصة عن أساتو تسوزوكي هو شاب عمر 26 عامًا، كان شيكيغامي لأكثر من 70 عامًا، وظيفته أن يتأكد من أن الموتى يبقون في عالمهم الصحيح.

## الشخصيات

### الشخصيات الرئيسية
أساتو تسوزوكي (باليابانية: 都筑 麻斗، بالروماجي: Tsuzuki Asato)
مؤدي الصوت: شينيتشيرو ميكي
هيسوكا كوروساكي (باليابانية: 黒崎 密، بالروماجي: Kurosaki Hisoka)
مؤدية الصوت: مايومي أسانو
كازوتاكا كوراكي (باليابانية: 邑輝 一貴، بالروماجي: Muraki Kazutaka )
مؤدي الصوت: شو هايامي

### شخصيات أخرى
الرئيس كونوي
مؤدي الصوت: تشونكي مون
سيتشيرو تاتسومي (باليابانية: 巽 征一郎، بالروماجي: Tatsumi Sei'ichirō)
مؤدي الصوت:توشيوكي موريكاوا
يوتاكا واتاري (باليابانية: 亘理 温، بالروماجي: Watari Yutaka)
مؤدي الصوت: توشيهيكو سيكي
هيجيري ميناسي
مؤدي الصوت: مينامي تاكاياما
كازوسا أوتوناشي
مؤدية الصوت: توموكو كاواكامي
تسوباكي كاكيوين
مؤدية الصوت: كومي سكوما
أوريا ميبو
مؤدي الصوت: كازوهيكو إينوي

## وصلات خارجية
- نزيل الظلام على موقع IMDb (الإنجليزية)
- نزيل الظلام على موقع كينوبويسك (الروسية)
- نزيل الظلام على موقع قاعدة بيانات الفيلم (الإنجليزية)
- نزيل الظلام على موقع ANN anime (الإنجليزية)
- نزيل الظلام على موقع ANN manga (الإنجليزية)